# Приозерне (Мендикаринський район)
Приозе́рне (каз. Приозерный) — село у складі Мендикаринського району Костанайської області Казахстану. Входить до складу Соснівського сільського округу.
Населення — 83 особи (2021; 160 у 2009, 226 у 1999, 216 у 1989).
У радянські часи село називалось Приозерний.